# Ис (река)
Ис — река в Пермском крае и Свердловской области России.
Протекает по территории Горнозаводского района и Нижнетуринского городского округа. Впадает в реку Туру в 911 км от её устья по левому берегу. Длина — 84 км, площадь водосборного бассейна — 917 км².
Исток находится на восточном склоне Уральского хребта, в 1 км к юго-западу от вершины г. Магдалинский Камень. В среднем течении активно велась добыча полезных ископаемых, долина во многих местах перекопана. Река течёт по горной, лесистой и малонаселённой местности с северо-запада на юго-восток, поворачивая на юг, где впадает в реку Туру. Уровень устья 162,5 м. В среднем течении на реке стоит посёлок Косья, в нижнем находится посёлок городского типа Ис.

## Этимология
Чупин Н. К. со ссылкой на П. С. Палласа приводит вогульское название реки «Акъ».

## Притоки
(указано расстояние от устья)
- 17 км: Белая
- 41 км: Лабазка-Исовская
- 47 км: Покап
- 51 км: Косья
- 58 км: Средняя Железная
- 67 км: Большая Железная
- 71 км: Кипсия

## Данные водного реестра
По данным государственного водного реестра России относится к Иртышскому бассейновому округу, водохозяйственный участок реки — Тура от истока до впадения реки Тагил, речной подбассейн реки — Тобол. Речной бассейн реки — Иртыш.
Код объекта в государственном водном реестре — 14010501212111200004497.

## Добыча платины
Река Ис являлась местом активной добычи платины с середины XIX века. На Ису платина впервые была открыта в 1824 году, когда было добыто 32,5 кг. Долина реки Ис входит в Исовский платиноносный район и содержит платину после впадения Простокишенки, Покапа и других небольших притоков. Самородная платина представлена твёрдыми растворами Pt—Fe с небольшими включениями металлов платиновой группы (палладий, иридий, родий и осмий). Содержание платины в железистой руде колеблется в пределах 73,1 — 90,98 %.

## Галерея

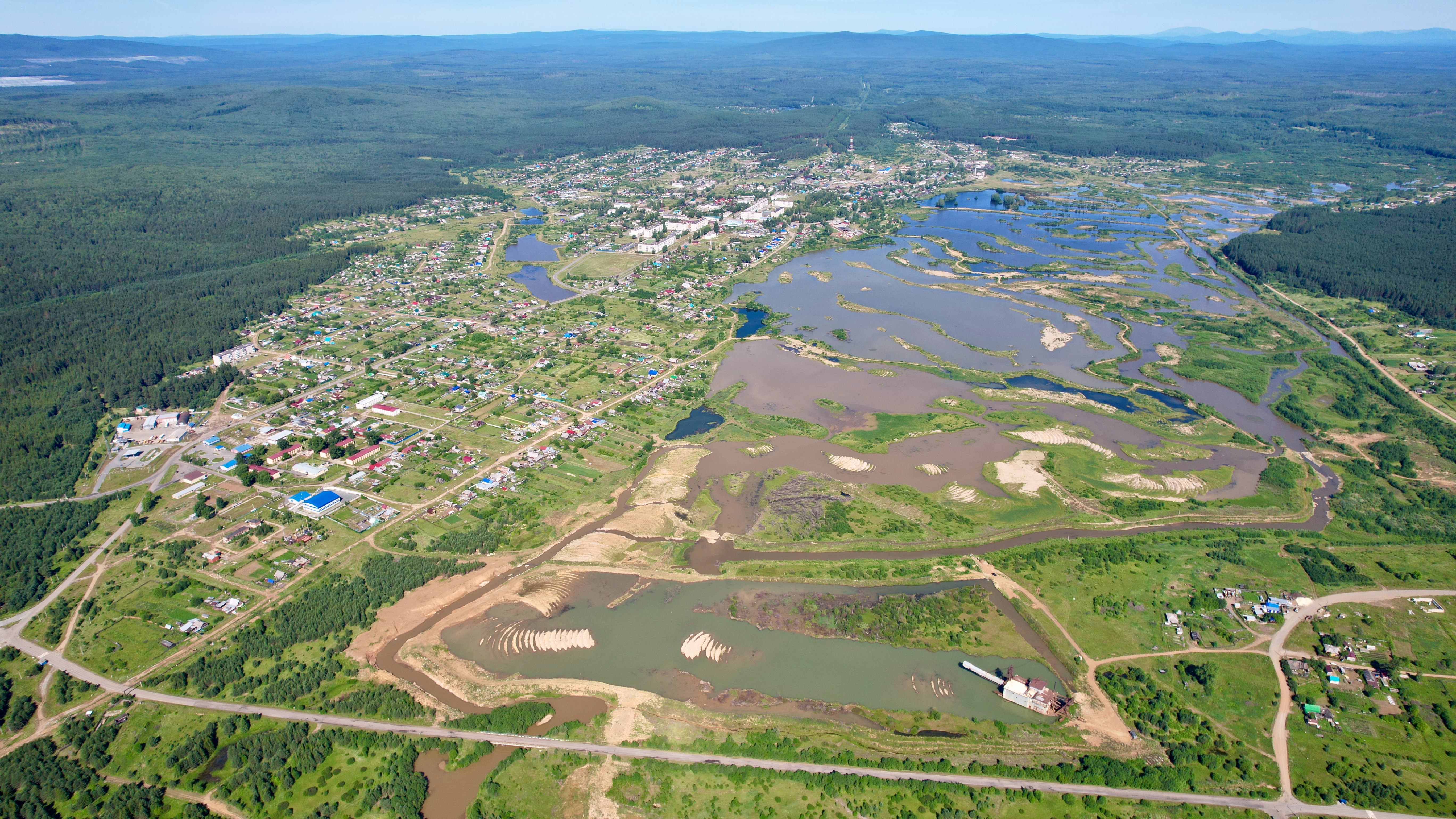
Вид с высоты в посёлке Ис
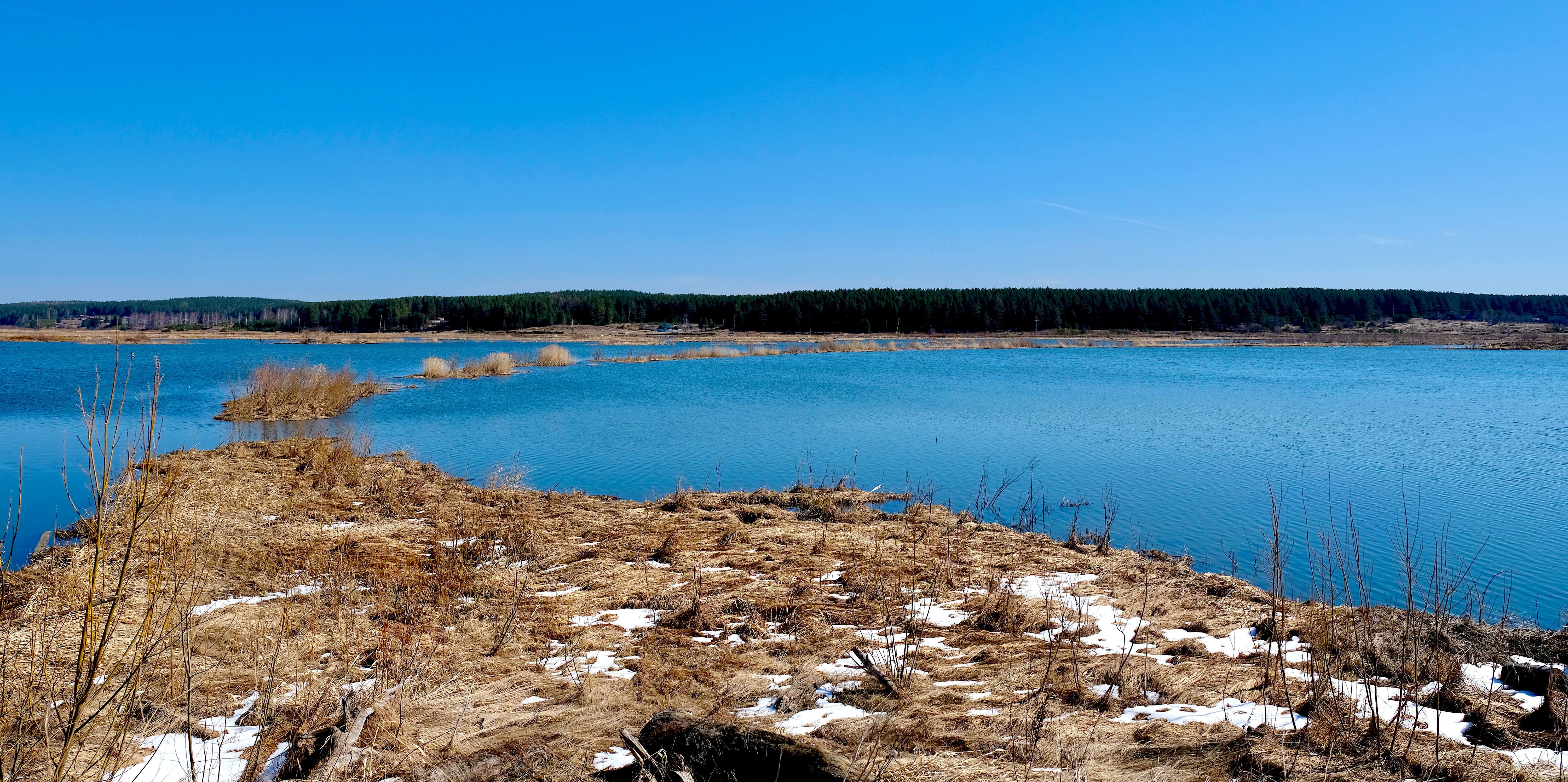
Русло Иса в посёлке Ис, перекопанное драгами
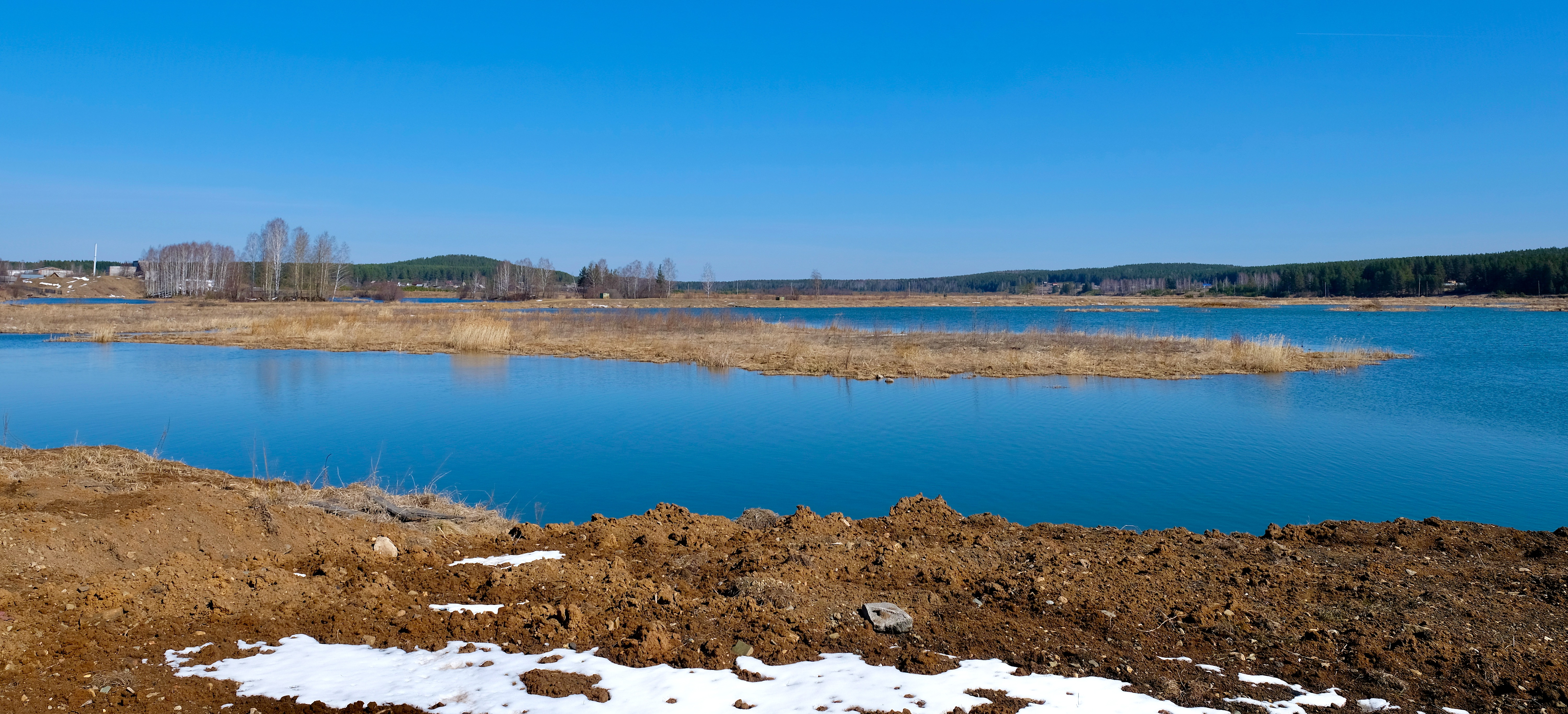
В посёлке Ис
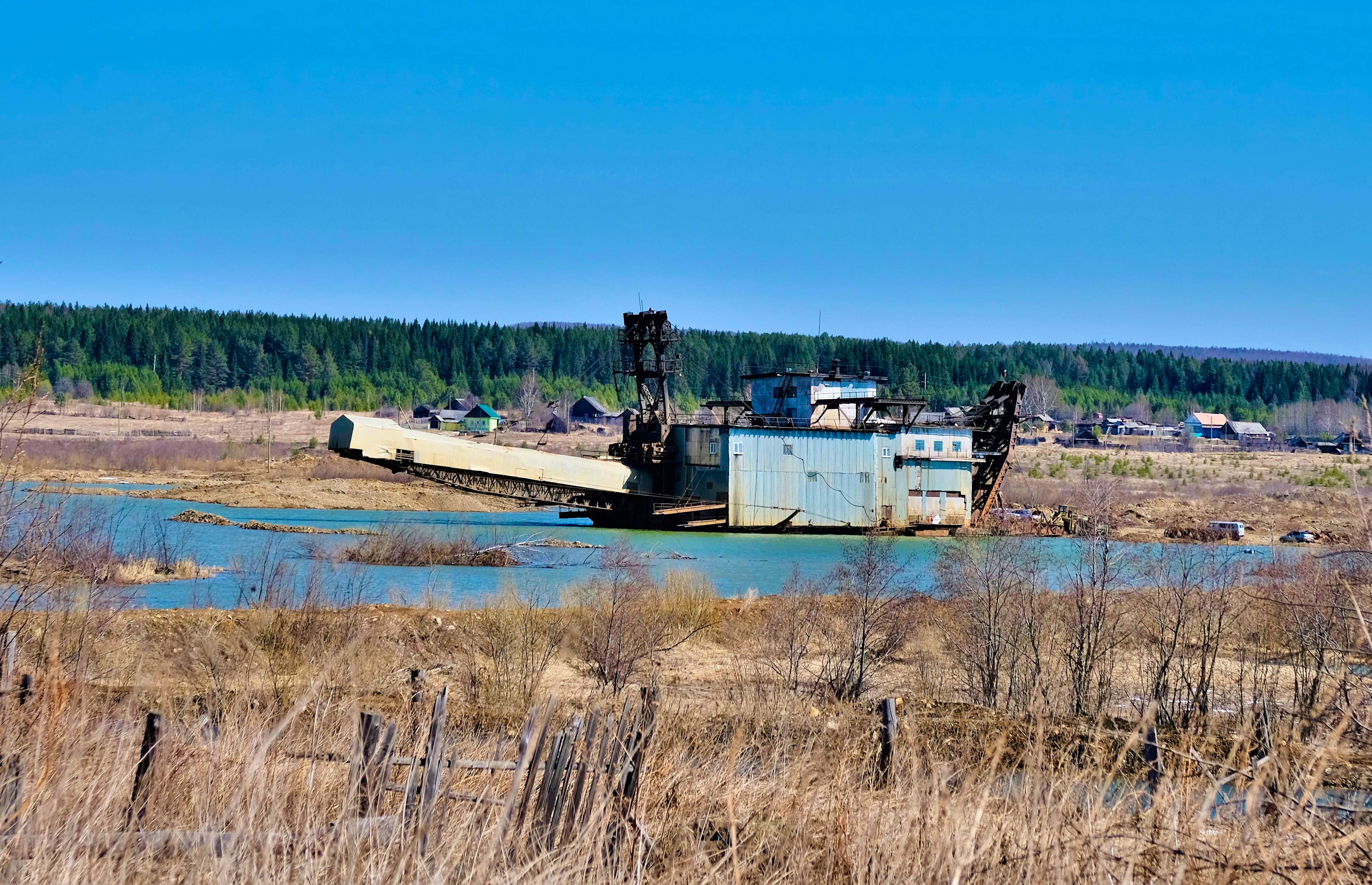
Золотодобывающая драга на Ису
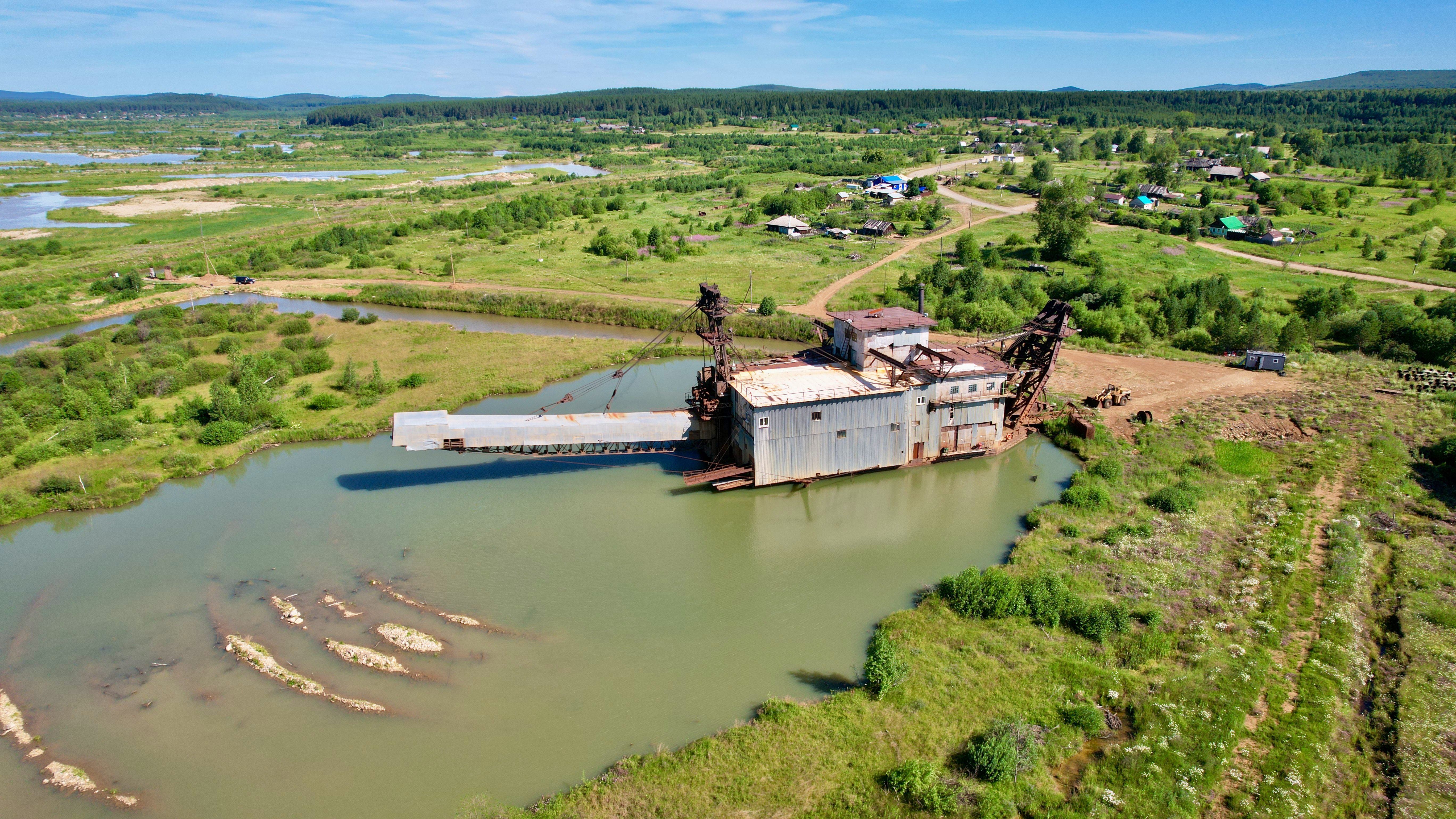
Золотодобывающая драга на Ису
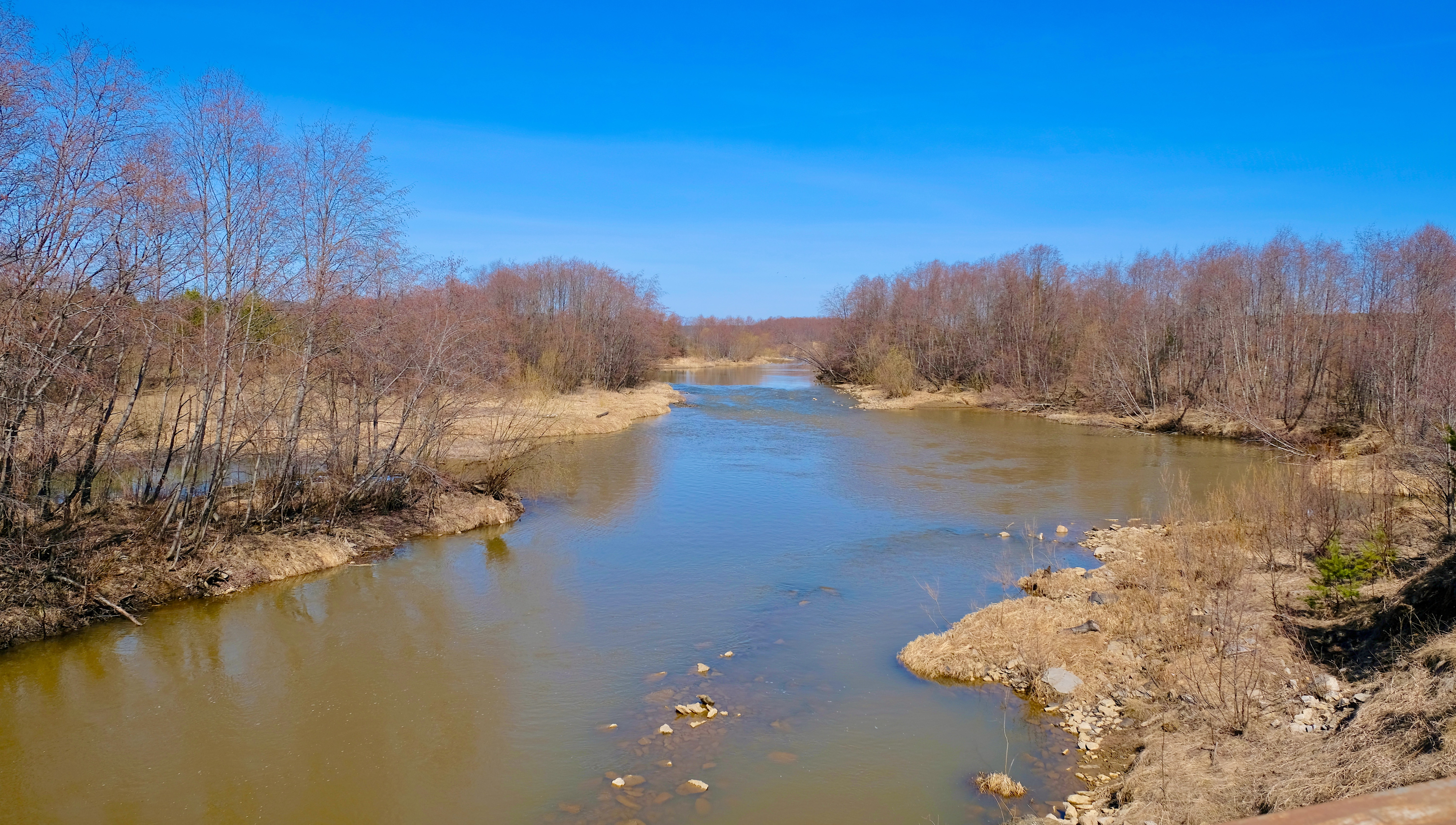
Ниже посёлка Ис
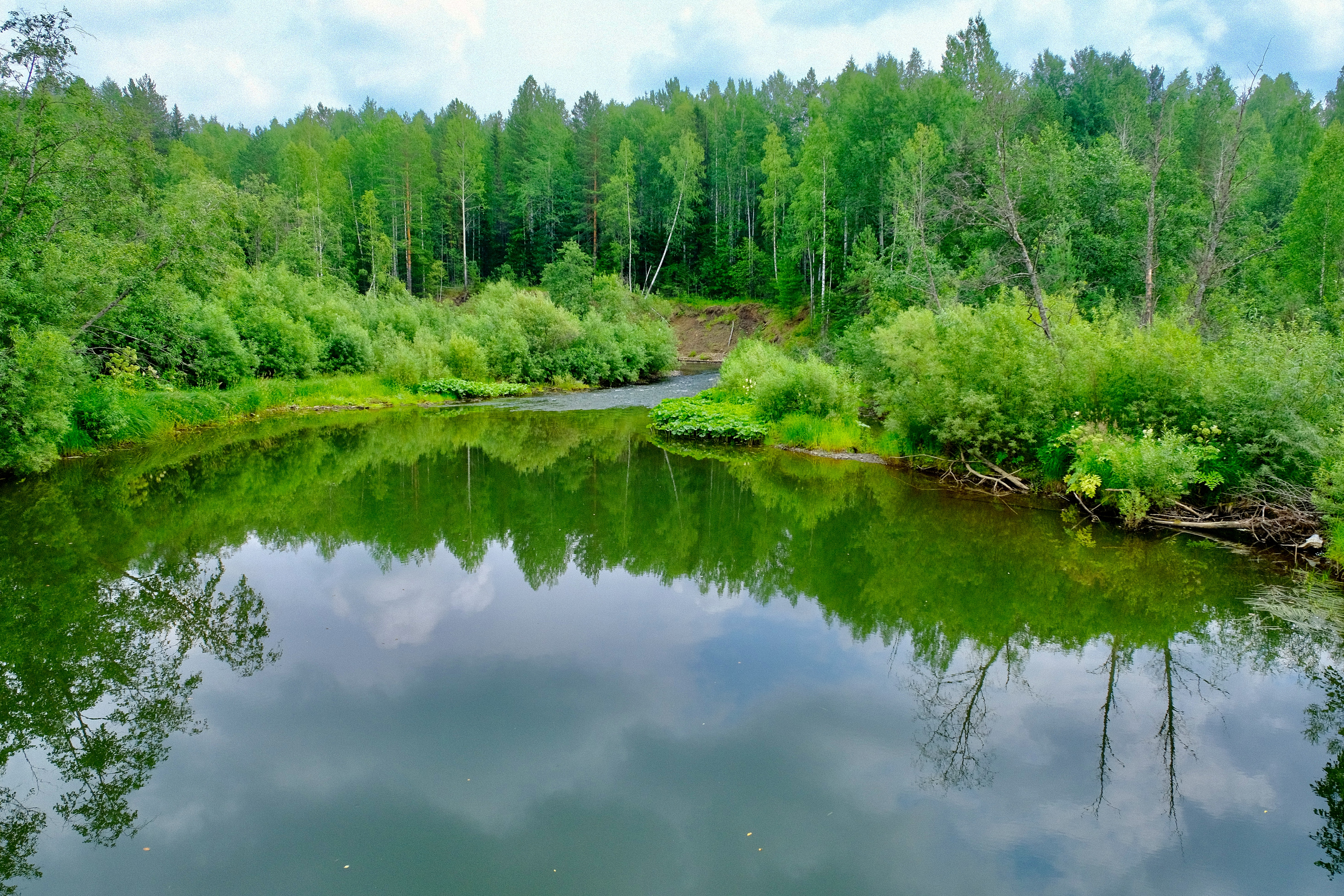
Ис в районе посёлка Верх-Ис
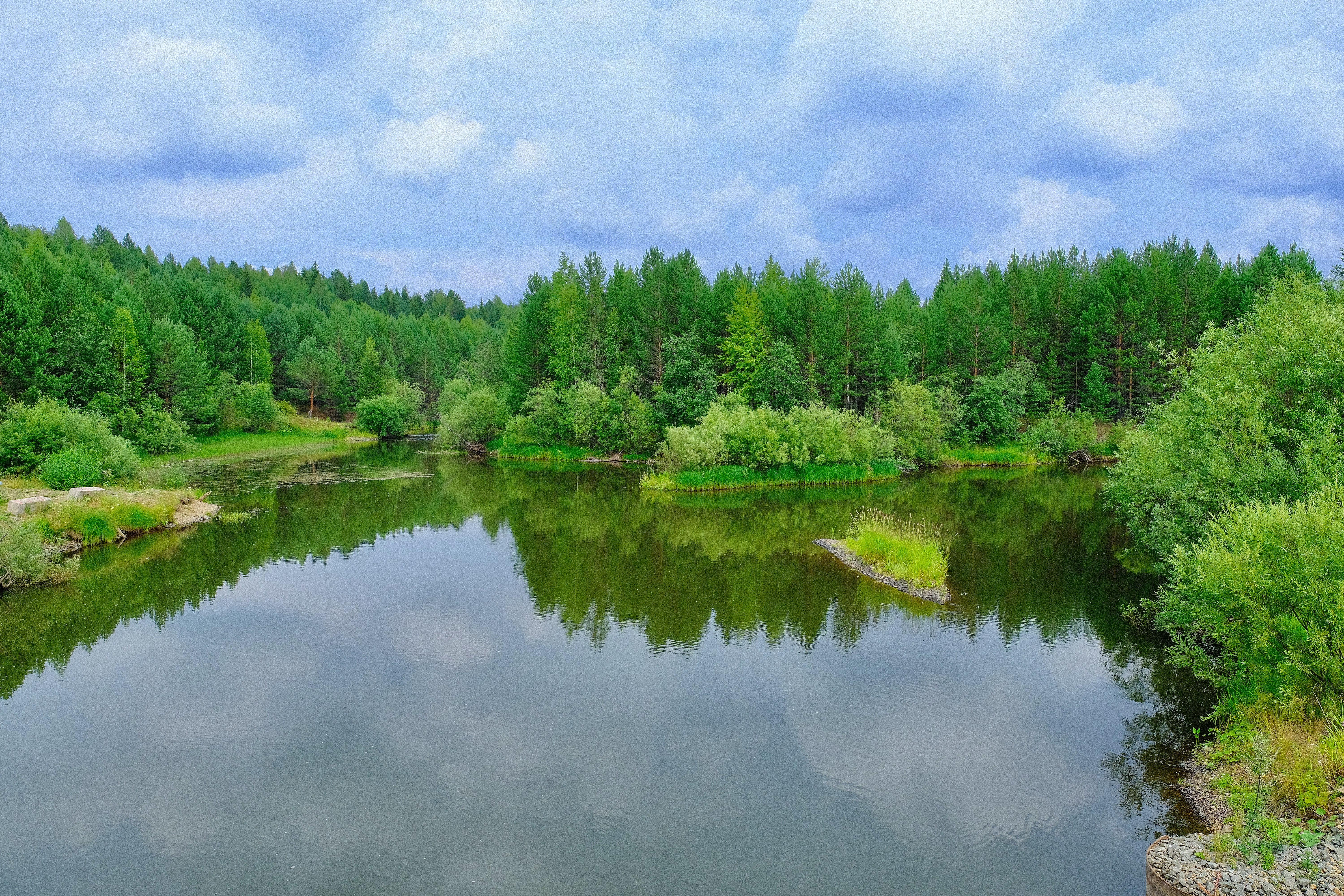
Ис в районе посёлка Артельный